# Balas blancas
Balas blancas es el octavo álbum que publicó la banda de rock Barricada en 1992. Fue su segundo Disco de platino.

## Lista de canciones
1. Conmigo no se juega - 3:53
2. Oveja negra - 4:01
3. La puerta de atrás - 4:04
4. No sé bien porqué - 5:07
5. El mejor de tus días - 3:50
6. Para llegar a tu cita - 3:01
7. Tu nombre - 3:50
8. Sin poderme encontrar - 3:20
9. Da igual donde acabar - 3:25
10. Romper mi corazón - 3:43
11. Derriba - 2:45

## Créditos
- Enrique Villarreal, El Drogas: voz principal, bajo y coros.
- Javier Hernández, Boni: voz en "La puerta de atrás", "Para llegar a tu cita", "Da igual donde acabar", "Romper mi corazón" y "Derriba", guitarra y coros.
- Alfredo Piedrafita: guitarra y coros.
- Fernando Coronado: batería.